# Devan Leos
Devan Leos (13 de agosto de 1998) es un actor estadounidense, más conocido por sus papeles de Alan en Mighty Med y de Howie Needleman en Madea's Witness Protection. Es también un miembro VIP de los juegos de equipo de eSports Equipo Kaliber.

## Películas
| Películas | Películas                  | Películas       | Películas  |
| Año       | Título                     | Personaje       | Notas      |
| --------- | -------------------------- | --------------- | ---------- |
| 2011      | L!fe Happens               | Billy           |            |
| 2012      | Madea's Witness Protection | Howie Needleman |            |
| 2012      | Dream Cleaners             | Fudge           | Short film |
| 2013      | The Pretty One             | Funeral Boy     |            |

## Series de televisión
| Año       | Título           | Personaje          | Notas |
| --------- | ---------------- | ------------------ | --- |
| 2010–2011 | The Middle       | Henry              | Serie de TV，Temporada 1，Episodio 15："Valentine's Day", Episodio 20："TV or Not TV", Episodio 23："Signals", Season 3，Episodio 55："Halloween II", |
| 2011      | Jessie           | Trevor             | Serie de televisión, Temporada 1, Episode 4: "Zombie Tea Party 5", Episode 8: "Christmas Story"                                                       |
| 2011      | iCarly           | 10-Year-Old Boy #2 | Serie de televisión, Temporada 4, Episode 20: "iStill Psycho"                                                                                         |
| 2012      | Gulliver Quinn   | Deke Jr            | TV Movie |
| 2012      | Deadtime Stories | Kevin              | Serie de TV, Episodio 1: "Grave Secrets" |
| 2013      | Marvin Marvin    | el mismo           | Concurso niño |
| 2013      | Austin & Ally    | JJ de la Rosa      | Serie de televisión, Temporada 1, Episodio 8: "Club de Dueños & Quinceañeras", Temporada 2, Episodio 35: "Boy Songs & Badges"                         |
| 2013      | Mighty Med       | Alan Diaz          | Rol principal |

- Datos: Q16239118